# Sauk Village
Sauk Village es una villa ubicada en el condado de Cook en el estado estadounidense de Illinois. En el Censo de 2010 tenía una población de 10506 habitantes y una densidad poblacional de 1.047,35 personas por km².

## Geografía
Sauk Village se encuentra ubicada en las coordenadas 41°29′24″N 87°34′14″O / 41.49000, -87.57056. Según la Oficina del Censo de los Estados Unidos, Sauk Village tiene una superficie total de 10.03 km², de la cual 9.93 km² corresponden a tierra firme y (0.98%) 0.1 km² es agua.

## Demografía
Según el censo de 2010, había 10506 personas residiendo en Sauk Village. La densidad de población era de 1.047,35 hab./km². De los 10506 habitantes, Sauk Village estaba compuesto por el 28.04% blancos, el 62.67% eran afroamericanos, el 0.21% eran amerindios, el 0.34% eran asiáticos, el 0.03% eran isleños del Pacífico, el 4.84% eran de otras razas y el 3.86% pertenecían a dos o más razas. Del total de la población el 11.15% eran hispanos o latinos de cualquier raza.